# Janne Ylijärvi
Janne Ylijärvi (Göteborg, 14 marzo 1979) è un ex saltatore con gli sci finlandese.

## Biografia
In Coppa del Mondo esordì il 6 marzo 1999 a Lahti (37°) e ottenne l'unico podio il 27 gennaio 2002 a Sapporo (3°). Non partecipò né a rassegne olimpiche né iridate.

## Palmarès

### Coppa del Mondo
- Miglior piazzamento in classifica generale: 45º nel 2002
- 1 podio (a squadre):
  - 1 terzo posto